# 최수종 쇼
최수종 쇼는 SBS에서 2003년 11월 4일부터 2004년 4월 27일까지 방송된 예능프로그램이다. MC 최수종은 해당 프로그램으로 토크쇼 진행자 복귀를 했고 2002년 가을개편 때 SBS에서 토크쇼 MC를 맡을 예정이었으나 KBS 2TV 새 드라마에 캐스팅되어 편성이 불발됐다.
결국 최수종은 2003년 가을개편이 되어서야 해당 프로그램을 통해 토크쇼 진행자 복귀를 했는데 엄정화 하지원 김남주 등이 보조 MC 물망에 올랐으나 모조리 실패하자 최수종 단독으로 꾸며갔다.
그 결과 진행자의 자질부족과 함께 코너의 저질시비로 인해 각 언론으로부터 집중공격 등을 받아 결국 2004년 봄 개편 때 막을 내려야 했다.

## 기획 의도
배우 최수종의 이름을 내건 토크쇼 프로그램이다.

## 에피소드 목록
- 2004년 2월말 ~ 3월말까지 서태지 스페셜을 편성한 바 있음.

## 결방과 시간대 변경
- 2003년 12월 30일 - 9시 55분부터 송년특집 <빅스타 명장면 NG 열전 - 패러디 열전> 편성에 따라 월화사극 《왕의 여자》와 동시 결방
- 2004년 1월 20일 - 10시부터 특선영화 《친구》 편성에 따라[4] 밤 12시 10분으로 이동했으며 이 과정에서 일일드라마 《흥부네 박터졌네》가 9시 25분부터 10시까지 방송됐고 《왕의 여자》결방
- 2004년 3월 2일 - 9시 55분부터 《왕의 여자》 41~42회 연속 편성에 따라 결방
- 2004년 4월 13일 - <제 17대 총선 비례대표 후보 토론회> 편성[5] 때문에 결방

## 동시간대 경쟁 프로그램
- 대한민국 1교시 (KBS 2TV)
- PD수첩 (MBC)